# Asienspiele 2022/Golf
Bei den Asienspielen 2022 wurden vom 28. September bis 1. Oktober 2023 insgesamt vier Wettbewerbe im Golf ausgetragen, davon je zwei bei den Männern und bei den Frauen. Austragungsort war der West Lake International Golf Course.

## Bilanz

### Medaillenspiegel
| Platz  | Land              | Gold | Silber | Bronze | Gesamt |
| ------ | ----------------- | ---- | ------ | ------ | ------ |
| 1      | Thailand          | 2    | 1      | —      | 3      |
| 2      | Südkorea          | 1    | 2      | 1      | 4      |
| 3      | Hongkong          | 1    | —      | 1      | 2      |
| 4      | Indien            | —    | 1      | —      | 1      |
| 5      | China             | —    | —      | 1      | 1      |
| 5      | Chinesisch Taipeh | —    | —      | 1      | 1      |
| Gesamt | Gesamt            | 4    | 4      | 4      | 12     |

### Medaillengewinner
Männer
| Disziplin  | Gold                                                     | Silber                                                                             | Bronze                                                       |
| ---------- | -------------------------------------------------------- | ---------------------------------------------------------------------------------- | ------------------------------------------------------------ |
| Einzel     | Kho Taichi                                               | Im Sung-jae                                                                        | Hung Chien-yao                                               |
| Mannschaft | SüdkoreaKim Si-woo Jang Yu-bin Im Sung-jae Cho Woo-young | ThailandPhachara Khongwatmai Atiruj Winaicharoenchai Danthai Boonma Poom Saksansin | HongkongHak Shun-yat Matthew Cheung Kho Taichi Ng Shing Fung |

Frauen
| Disziplin  | Gold                                                            | Silber                                     | Bronze                           |
| ---------- | --------------------------------------------------------------- | ------------------------------------------ | -------------------------------- |
| Einzel     | Arpichaya Yubol                                                 | Aditi Ashok                                | Yoo Hyun-jo                      |
| Mannschaft | ThailandEila Galitsky Patcharajutar Kongkraphan Arpichaya Yubol | SüdkoreaYoo Hyun-jo Lim Ji-yoo Kim Min-sol | ChinaYin Ruoning Liu Yu Lin Xiyu |